# Luis Rafael Sánchez
Dr. Luis Rafael Sánchez, também conhecido como "Wico" Sánchez (nascido em 1936) é um ensaísta, romancista e autor de contos de Porto Rico que é amplamente considerado um dos dramaturgos contemporâneos mais destacados da ilha. Possivelmente, sua peça mais conhecida é La Pasión según Antígona Pérez (A Paixão de Antigona Perez), uma tragédia baseada na vida de Olga Viscal Garriga. 

## Primeiros anos
Sánchez nasceu e foi criado por seus pais na cidade de Humacao, Porto Rico, na parte sudeste de Porto Rico. Lá ele recebeu sua educação primária. Sua família se mudou para San Juan, onde Sánchez continuou a receber o ensino médio e superior. Ele se matriculou na Universidade de Porto Rico em 1955, depois de terminar o ensino médio, obtendo um diploma de Bacharel em Artes. Foi durante seus dias como estudante na universidade que ele se interessou em atuar.
O interesse de Sánchez em literatura o levou a se matricular na City University de Nova York, onde em 1959 obteve seu mestrado em artes dramáticas. Ele finalmente foi para Madrid, Espanha, e obteve seu Doutorado em Literatura em 1976 pela Universidade Complutense de Madrid.

## La Pasión según Antígona Pérez

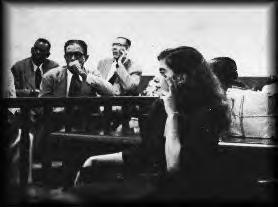
Olga Viscal Garriga em julgamento por se recusar a reconhecer a autoridade dos EUA sobre Porto Rico

A peça mais conhecida de Sánchez é La Pasión según Antígona Pérez (A paixão de Antígona Pérez), uma tragédia que se passa na atual América Latina, sugerida por Antígona, de Sófocles. O personagem de Antígona foi baseado na vida de Olga Viscal Garriga (1926–1995). Sua vida estava enraizada na política e em seus três filhos. Ela era membro do Partido Nacionalista Porto-riquenho e uma oradora talentosa que passou algum tempo na prisão por suas crenças políticas, mas se via como uma mulher simples, com necessidades simples. Mas, de fato, ela era uma mulher muito complexa, com muitas facetas de sua personalidade. A produção de estreia mundial ocorreu em 1968 no Teatro Tapia do Velho San Juan, estrelado por Myrna Vázquez como Antígona, durante o 11º Festival Anual de Teatro Porto-riquenho.
Um reavivamento teatral altamente aclamado estreou em 1991 no Centro de Belas Artes de San Juan, com Alba Nydia Diaz como Antígona, Walter Rodriguez como Creonte, Samuel Molina como Monsenhor Escudero, Marian Pabón como Pilar Vargas, Noelia Crespo como Aurora e Julia Thompson como Irene. A produção, que integrou tecnologia de vídeo e transmissão, foi dirigida por Idalia Pérez Garay para a Companhia de Teatro Teatro del Sesenta. Apresentava música original de Pedro Rivera Toledo, cenários de Checo Cuevas e sequências de filmes supervisionadas pelo conhecido cineasta porto-riquenho Luis Molina Casanova. Uma nova produção foi aberta no Centro de Belas Artes de San Juan o 8 de abril de 2011, apresentando Yamaris Latorre como Antígona, dirigida por Gilberto Valenzuela para a Companhia de Teatro Tablado Puertorriqueño.

## La Guaracha del Macho Camacho (A Guaracha do Macho Camacho)
La Guaracha del Macho Camacho foi publicada em 1976. Este romance se balança como uma guaracha, um ritmo latino, convidando os leitores a imaginar (ou aprender) como esse ritmo soa. Foi sugerido que a música em si é o verdadeiro protagonista da história. A americanização de Porto Rico é explorada neste romance, bem como o tópico da política porto-riquenha e a situação política da ilha como colônia. Um aspecto desse exame pode ser visto como uma crítica aos porto-riquenhos que abandonam sua cultura para assimilar a cultura americana em comparação com os porto-riquenhos que se recusam a deixar de lado sua identidade cultural. O livro foi traduzido para o inglês por Gregory Rabassa.
Em seu ensaio "La guagua aérea" ("O ônibus voador"), Sánchez explora o conceito de uma cultura bipolar, a questão da assimilação e oposição à cultura anglo-americana. Ele cunhou o termo "La guagua aérea", que desde então tem sido usado por outros importantes autores porto-riquenhos, como Giannina Braschi, que presta homenagem ao ensaio clássico de Sánchez em seu romance em espanhol Yo-Yo Boing!. Ele também escreveu En cuerpo de camisa (1966), uma coleção de contos.
Luis Rafael Sánchez é atualmente professor emérito da Universidade de Porto Rico e da City University de Nova York. Ele também viaja para a Europa e América Latina, onde esteve envolvido nos ensinamentos e obras de teatro.

## Outras obras importantes
- Los ángeles se han fatigado (peça, 1960)
- Farsa del amor compradito (peça, 1960)
- La hiel nuestra de cada día (peça, 1960)
- Sol 13, interior (peça, 1961)
- O casi el alma (peça, 1965)
- En cuerpo de camisa (coleção de contos, 1966)
- Quíntuples (peça, 1985)
- La importância de llamarse Daniel Santos (romance, 1988)
- No llores por nosotros Puerto Rico (coleção de ensaios, 1998)
- Indiscreciones de un perro gringo (romance, 2007)